# Баєрс (Колорадо)
Баєрс (англ. Byers) — переписна місцевість (CDP) в США, в окрузі Арапаго штату Колорадо. Населення — 1322 особи (2020).

## Географія
Баєрс розташований за координатами 39°42′34″ пн. ш. 104°12′46″ зх. д. / 39.70944° пн. ш. 104.21278° зх. д. (39.709435, -104.212848).  За даними Бюро перепису населення США в 2010 році переписна місцевість мала площу 31,01 км², з яких 29,66 км² — суходіл та 1,36 км² — водойми.

## Демографія
Згідно з переписом 2010 року, у переписній місцевості мешкало 1160 осіб у 448 домогосподарствах у складі 316 родин. Густота населення становила 37 осіб/км².  Було 494 помешкання (16/км²).
Расовий склад населення:
| - 90,7 % — білих - 1,5 % — корінних американців - 0,9 % — чорних або афроамериканців - 0,4 % — азіатів - 3,7 % — осіб інших рас |

До двох чи більше рас належало 2,8 %. Частка іспаномовних становила 8,5 % від усіх жителів.
За віковим діапазоном населення розподілялося таким чином: 26,1 % — особи молодші 18 років, 61,1 % — особи у віці 18—64 років, 12,8 % — особи у віці 65 років та старші. Медіана віку мешканця становила 41,0 року. На 100 осіб жіночої статі у переписній місцевості припадало 100,0 чоловіків;  на 100 жінок у віці від 18 років та старших — 102,6 чоловіків також старших 18 років.
Середній дохід на одне домашнє господарство  становив 74 540 доларів США (медіана — 60 662), а середній дохід на одну сім'ю — 76 750 доларів (медіана — 67 353). Медіана доходів становила 48 750 доларів для чоловіків та 28 750 доларів для жінок. За межею бідності перебувало 8,8 % осіб, у тому числі 10,8 % дітей у віці до 18 років та 14,1 % осіб у віці 65 років та старших.
Цивільне працевлаштоване населення становило 591 осіб. Основні галузі зайнятості: роздрібна торгівля — 16,1 %, освіта, охорона здоров'я та соціальна допомога — 15,7 %, транспорт — 15,2 %.